# SV Zodiak
SV Zodiak – statek wielozadaniowy należący do Urzędu Morskiego w Gdyni, służący w nim w latach 1982–2021. Statek wraz z bliźniaczą „Planetą” wybudowano w Stoczni Północnej im. Bohaterów Westerplatte w Gdańsku.

## Historia
Statek „Zodiak” został zbudowany w Stoczni Północnej im. Bohaterów Westerplatte w Gdańsku (obecną Remontową Shipbuilding). Wodowanie kadłuba odbyło się 28 sierpnia 1981 roku, zaś 8 kwietnia 1982 roku na jednostce podniesiono banderę. Matką chrzestną została Aleksandra Majewska – pracownica Urzędu Morskiego w Gdyni. Przeznaczeniem statku było zapewnienie bezpieczeństwa hydrograficznego podległych obszarów morskich oraz odpowiedniego oznakowania nawigacyjnego torów wodnych i kotwicowisk. Jednostka wymieniała dwa razy do roku boje i pławy. Statek brał częsty udział w ćwiczeniach ratowniczych i przeciwrozlewowych oraz dodatkowo uczestniczył także w ćwiczeniach antyterrorystycznych, paradach morskich, a także pełnił funkcje statku szkolnego dla praktykantów.
W celu zastąpienia „Zodiaka” i bliźniaczej „Planety”, zamówiono w 2018 roku dwie nowe jednostki wielozadaniowe z przeznaczeniem dla Urzędu Morskiego w Gdyni oraz w Szczecinie. Kontrakt na ich budowę przypadł stoczni Remontowa Shipbuilding. Nowe jednostki otrzymały oznaczenie typu B618. Następcą jednostki został SV „Zodiak” II, który wprowadzono do służby w 2020 roku.
8 stycznia 2021 roku, statek odbył swój ostatni rejs pod banderą Urzędu Morskiego w Gdyni, tym samym zakończono jego blisko 40-letnią eksploatację w strukturach tego urzędu. 11 stycznia 2021 roku, „Zodiaka” przekazano jednostce wojskowej GROM. Statek przeznaczony będzie do szkolenia w zakresie fizycznego zwalczania terroryzmu. Zastąpić ma używany do tej pory w jednostce wycofany okręt hydrograficzny ORP „Kopernik”. We wrześniu 2021 roku podpisano umowę na remont klasowy w celu przywrócenia mu pełnej sprawności.

## Konstrukcja
SV „Zodiak” to specjalistyczna jednostka pływająca, która należała do Urzędu Morskiego w Gdyni, reprezentująca projekt B91. Statek ma długość wynoszącą 61,33 m, szerokość 10,83 m, zaś jego zanurzenie wynosi 3,2 m. Wykorzystywany był do stawiania i obsługi boi nawigacyjnych na torach podejścia do portów morskich Zatoki Gdańskiej, neutralizacji ropopochodnych zanieczyszczeń olejowych na powierzchni morza, sondowania dna morskiego oraz pełnienia misji ratowniczych. Jednostka ma klasę lodową L1. Napęd stanowią silniki wysokoprężne Cegielski-Sulzer 6AL25/30 o mocy po 706 kW (960 KM) każdy. Napędzają one dwie śruby nastawne. Tak skonfigurowana siłownia pozwala osiągnąć jednostce prędkość maksymalną 13,8 węzła. Załoga „Zodiaka” liczy 12 osób.